# Princess Princess (groupe)
Pour les articles homonymes, voir Princess Princess.
PRINCESS PRINCESS (プリンセス・プリンセス, Purinsesu Purinsesu), ou Pri-Pri (Puri-Puri) en abrégé, est un groupe pop-rock féminin japonais à succès, actif entre 1986 et 1996. Le groupe est composé de cinq musiciennes, qui débutent en 1983 comme idoles japonaises sous le nom Akasaka Komachi (赤坂小町), sortant trois singles en 1984. Elles changent leur nom en JULIAN MAMA en 1985, sans sortir de disque, avant leur changement définitif en PRINCESS PRINCESS en 1986 et la rencontre du succès l'année suivante.
La chanteuse Kaori Okui débute parallèlement en solo en 1994 sous le nom Kaori Kishitani (岸谷香, Kishitani Kaori), de même que la claviériste Tomoko Konno, puis la guitariste Kanako Nakayama en 1995. La bassiste Atsuko Watanabe et la batteuse Kyoko Tomita annoncent en 2008 la formation de leur nouveau groupe, ZONPRI, avec leurs cadettes Miyu Nagase et Maiko Sakae, respectivement ex-chanteuse et ex-bassiste du groupe féminin ZONE actif au début des années 2000.
Aux alentours des années 1990, ce groupe est une influence majeure de la mode de rue japonaise.

## Membres
- Atsuko Watanabe (渡辺敦子, Watanabe Atsuko?, née le 26 octobre 1964) : basse
- Kanako Nakayama (中山加奈子, Nakayama Kanako?, née le 2 novembre 1964) : guitare "lead"
- Kyoko Tomita (富田京子, Tomita Kyoko?, née le 2 juin 1965) : batterie
- Tomoko Konno (今野登茂子, Konno Tomoko?, née le 15 juillet 1965) : claviers
- Kaori Okui (奥居香, Okui Kaori?, née le 17 février 1967) : guitare et chant

## Discographie

### Akasaka Komachi
Singles
Compilation

### Vidéos
VHS
DVD

### Concerts
VHS
DVD
Références
1. ↑  Marnie Fogg (dir.) et al. (trad. de l'anglais par Denis-Armand Canal et al., préf. Valerie Steele), Tout sur la mode : Panorama des chefs-d’œuvre et des techniques, Paris, Flammarion, coll. « Histoire de l'art », octobre 2013 (1re éd. 2013 Thames & Hudson), 576 p. (ISBN 978-2-08-130907-4), « La culture de rue japonaise », p. 506 à 507
2. ↑  Fiche de l'Oricon
3. ↑  Fiche de l'Oricon
4. ↑  Fiche de l'Oricon
5. ↑  Fiche de l'Oricon
6. ↑  Fiche de l'Oricon
7. ↑  Fiche de l'Oricon
8. ↑  Fiche de l'Oricon
9. ↑  Fiche de l'Oricon
10. ↑  Fiche de l'Oricon
11. ↑  Fiche de l'Oricon
12. ↑  Fiche de l'Oricon
13. ↑  Fiche de l'Oricon
14. 1 2  Fiche de l'Oricon
15. ↑  Fiche de l'Oricon
16. ↑  Fiche de l'Oricon
17. ↑  Fiche de l'Oricon
18. ↑  Fiche de l'Oricon
19. ↑  Fiche de l'Oricon
20. ↑  Fiche de l'Oricon
21. ↑  Fiche de l'Oricon
22. ↑  Fiche de l'Oricon
23. ↑  Fiche de l'Oricon
24. ↑  Fiche de l'Oricon
25. ↑  Fiche de l'Oricon
26. ↑  Fiche de l'Oricon
27. ↑  Fiche de l'Oricon
28. ↑  Fiche de l'Oricon
29. ↑  Fiche de l'Oricon
30. ↑  Fiche de l'Oricon
31. ↑  Fiche de l'Oricon
32. ↑  Fiche de l'Oricon
33. ↑  Fiche de l'Oricon
34. ↑  Fiche de l'Oricon
35. ↑  Fiche de l'Oricon
36. ↑  Fiche de l'Oricon
37. ↑  Fiche de l'Oricon
38. ↑  Fiche de l'Oricon
39. ↑  Fiche de l'Oricon
40. ↑  Fiche de l'Oricon
41. ↑  Fiche de l'Oricon
42. ↑  Fiche de l'Oricon
43. ↑  Fiche de l'Oricon

## Liens
- (ja) Page officielle de Princess Princess et Kaori Kishitani
- (ja) Page sur Sony Music Japon

- (ja) Site officiel de Atsuko Watanabe
- (ja) Blog officiel de Kyoko Tomita